# Wenatchee (Washington)
Pour les articles homonymes, voir Wenatchee.
Wenatchee (/wɛˈnæ.t͡ʃi/) est une ville américaine, siège du comté de Chelan dans l'État de Washington. La population de la ville s'élevait en 2010 à 31 925 habitants et la population de l'agglomération était de 100 000 habitants.
La ville a été nommée d'après la tribu Wenatchi, tribu amérindienne qui vivait dans la région.

## Géographie
Wenatchee est située au centre de l'État de Washington, au confluent entre la rivière Wenatchee et le fleuve Columbia, à environ 150 kilomètres à l'est de Seattle.
Le climat de la ville est sec. En effet la ville est sur le versant est de la chaîne des Cascades qui bloque les nuages provenant de l'océan Pacifique, à l'ouest.

## Histoire
Les premières traces d'habitat humain près de Wenatchee datent de 11 000 ans. Les premiers colons d'origine européenne, des trappeurs, arrivèrent en 1811 dans la vallée de la rivière Wenatchee. D'autres colons suivirent et vinrent s'installer définitivement dans la vallée. La ville de Wenatchee fut planifiée en septembre 1888 et fut officiellement incorporée en 1893, l'année où le chemin de fer atteignit la ville. En 1900, la population de la ville s'élevait déjà à 451 habitants.
Le 5 octobre 1931, the Miss Veedol, l'avion de Clyde Pangborn et de son copilote Hugh Herndon, atterrit dans les collines près de Wenatchee. Ce fut le premier vol sans escale au-dessus de l'océan Pacifique, un vol de 41 heures entre Misawa au Japon et Wenatchee. Cette performance valut aux deux pilotes le trophée Harmon qui symbolise la plus grande performance de l'année dans l'aviation.
En 1936, la construction du barrage de Rock Island permit d'irriguer plus efficacement les terres alentour et de protéger la ville des inondations du fleuve Columbia.
En 1994 et en 1995, un grand scandale d'abus sexuels sur des enfants éclata dans la ville et soixante personnes sont arrêtées. Les accusations se sont révélées fausses et tous les accusés ont depuis été libérés. Cette erreur judiciaire rappelle l'affaire d'Outreau.

## Arts
Le chanteur Seasick Steve a donné le nom de la ville a l'une des chansons de son album Man from Another Time, sortie officiellement le 19 octobre 2009.

## Villes jumelées
- Kuroishi (Japon)
- Misawa (Japon)
- Tynda (Russie)
- Herrenberg (Allemagne)